# De Beausoleil (cratère)
Pour les articles homonymes, voir Beausoleil.
de Beausoleil est le nom d'un cratère d'impact présent sur la surface de Vénus.
Le cratère a ainsi été nommé par l'Union astronomique internationale en 1994 en hommage à la minéralogiste française Martine de Bertereau, baronne de Beausoleil.
Son diamètre est de 28,2 km. Il se situe dans la région du quadrangle d'Ovda Regio (quadrangle V-35).